# Gottlieb Wernsdorf II.
Gottlieb Wernsdorf II. (* 10. April 1747 in Danzig; † 11. November 1802 in Wittenberg) war ein deutscher Rechtswissenschaftler.

## Leben
Wernsdorf  wurde als Sohn des Gottlieb Wernsdorf I. geboren und besuchte bis zu seinem 18. Lebensjahr das Gymnasium seiner Heimatstadt. 1765 bezog er  die Universität Wittenberg, an der 4 Jahre lang neben anderen Fächern sich vornehmlich mit der Rechtswissenschaft beschäftigte. Nach seinem Kandidatenexamen zum Notar am 18. Mai 1769 hielt er juristische Vorlesungen.
1771 wurde er Advokat am Hofgericht und Wittenberger Konsistoriums, sowie im Jahr darauf Protonotar an der Wittenberger Akademie und Hofmeister des Sohnes des Ministers von Ende. Am 11. Oktober 1773 promovierte er zum Doktor der Rechte und erwarb sich am 16. Oktober 1779 den akademischen Grad eines Magisters der Philosophie und im gleichen Wintersemester den als Magister legens.
1783 wird er außerordentlicher Beisitzer an der Wittenberger juristischen Fakultät und erlangte 1788 die außerordentliche Professur für Lehnrecht, 1790 die ordentliche Professur für die Institutionen, 1799 den Lehrstuhl für das Digestum infortatium et novum und kurz vor seinem Tod die Lehrkanzel für das Dignestum veteris. Wernsdorf war seit 1774 mit Christiane Elisabeth Strauß verheiratet und bekleidete im Sommersemester 1791, sowie 1797 das Rektorat der Wittenberger Hochschule.